# Phallusia fumigata
Phallusia fumigata is een zakpijpensoort uit de familie van de Ascidiidae. De wetenschappelijke naam van de soort is voor het eerst geldig gepubliceerd in 1864 door Grube.